# Cham Wings Airlines
Cham Wings Airlines (anteriormente conocida como Sham Wing Airlines) es una aerolínea privada Siria con base en Damasco, Siria.

## Historia
Cham Wings Airlines fue fundada el 9 de julio de 2006 como la primera aerolínea privada en Siria por el empresario sirio Issam Shammout. El centro de operaciones principal de la aerolínea es el Aeropuerto Internacional de Damasco. La compañía obtuvo oficialmente un Certificado de Operador de Aéreo (AOC) emitido por la Autoridad de Aviación Civil Siria (SCAA) el 23 de septiembre de 2007.
Aunque el AOC ocupa el segundo lugar después de la principal aerolínea nacional de Siria, Syrian Air, el AOC autorizó a la compañía a operar únicamente vuelos chárter no regulares. La compañía alquiló un avión MD-83 y comenzó su primer vuelo desde Damasco al Aeropuerto Internacional de Bagdad el 3 de marzo de 2008. En 2008, un recién llegado entró en el mercado bajo el nombre de Syrian Pearl Airlines, que era propiedad de Cham Holding en un 69% (principal accionista Rami Makhlouf), Syrian Air en un 25% y Aqeeq Aviation/Aquila Holding en un 6% (Aqeeq y Al Deshtei Kuwaiti).
La asociación con Syrian Air le dio a Syrian Pearl la oportunidad de operar vuelos regulares, a diferencia de Cham Wings, que tuvo dificultades para operar vuelos chárter a destinos que Syrian Air apenas aprueba. Aunque Syrian Pearl nunca inició sus operaciones, Cham Wings no pudo obtener ganancias operando solo vuelos chárter. La compañía finalizó sus operaciones en 2012 tras los disturbios en Siria.
En 2014, Cham Wings Airlines obtuvo la aprobación para operar vuelos regulares, convirtiéndose en la segunda aerolínea nacional en Siria. Luego reanudó sus operaciones para servir a destinos como Beirut, Kuwait, Bagdad y Qamishli. En 2016, fue objeto de sanciones de Estados Unidos por brindar apoyo al gobierno sirio. En 2018, la aerolínea anunció el transporte de refugiados sirios en Alemania desde Múnich a Damasco y viceversa, lo que puede llevar a la pérdida de su estatus de asilo. En junio de 2021, Ucrania incluyó a la aerolínea en la lista negra debido a los vuelos a Crimea.
Debido a la actual crisis fronteriza entre Bielorrusia y la Unión Europea en 2021, Cham Wings Airlines canceló sus vuelos de Damasco a Minsk con poca antelación en noviembre de 2021, afirmando que no pueden distinguir entre viajeros habituales e inmigrantes ilegales. En diciembre de 2021, la Unión Europea sancionó a Cham Wings Airlines, acusándola de transportar migrantes a la frontera entre Bielorrusia y Polonia y de agravar la crisis. Suiza se unió a las sanciones de la UE el 20 de diciembre. Las sanciones de la UE impuestas como resultado de esta acusación se levantaron el 19 de julio de 2022. En enero de 2024 se volvió a prohibir que Cham Wings volase a la Unión Europea por emplear sus vuelos para llevar inmigrantes ilegales.
A pesar de la invasión rusa de Ucrania, Cham Wings Airlines continúa operando vuelos a Rusia, manteniendo servicios regulares entre Damasco y el Aeropuerto Internacional de Moscú-Sheremétievo. A pesar de las sanciones internacionales impuestas por Estados Unidos en 2016 y la Unión Europea en 2021 y 2024, la aerolínea ha mantenido sus operaciones, incluidas sus rutas rusas. Cabe destacar que Cham Wings ha estado implicada en el transporte de mercenarios sirios y en la participación en actividades que apoyan al régimen sirio, lo que llevó a su inclusión en varias listas de sanciones. A partir de 2024, la aerolínea sigue activa en el mercado ruso, continuando sus servicios de vuelo entre Siria y Rusia.

## Destinos
Cham Wings Airlines opera en la actualidad (noviembre de 2024) los siguientes servicios:
| Países                 | Destinos | Aeropuertos                                         |
| África                 | África   | África                                              |
| ---------------------- | -------- | --------------------------------------------------- |
| Libia                  | Bengasi  | Aeropuerto Internacional de Benina                  |
| Sudán                  | Jartum   | Aeropuerto Internacional de Jartum                  |
| Asia                   |          |                                                     |
| Armenia                | Ereván   | Aeropuerto Internacional de Zvartnots               |
| Baréin                 | Manama   | Aeropuerto Internacional de Baréin                  |
| Emiratos Árabes Unidos | Abu Dabi | Aeropuerto Internacional Zayed                      |
| Emiratos Árabes Unidos | Sharjah  | Aeropuerto Internacional de Sharjah                 |
| Irak                   | Bagdad   | Aeropuerto Internacional de Bagdad                  |
| Irak                   | Basora   | Aeropuerto Internacional de Basora                  |
| Irak                   | Erbil    | Aeropuerto Internacional de Erbil                   |
| Irak                   | Náyaf    | Aeropuerto Internacional de Nayaf                   |
| Irán                   | Teherán  | Aeropuerto Internacional Imán Jomeiní               |
| Kuwait                 | Kuwait   | Aeropuerto Internacional de Kuwait                  |
| Líbano                 | Beirut   | Aeropuerto Internacional Rafic Hariri               |
| Omán                   | Mascate  | Aeropuerto Internacional de Mascate                 |
| Pakistán               | Karachi  | Aeropuerto Internacional Jinnah                     |
| Pakistán               | Lahore   | Aeropuerto Internacional Allama Iqbal               |
| Siria                  | Alepo    | Aeropuerto Internacional de Alepo (hub secundario)  |
| Siria                  | Damasco  | Aeropuerto Internacional de Damasco (hub principal) |
| Siria                  | Qamishli | Aeropuerto de Qamishli                              |
| Siria                  | Latakia  | Aeropuerto Internacional Basel al-Ásad              |
| Europa                 |          |                                                     |
| Rusia                  | Moscú    | Aeropuerto Internacional de Moscú-Sheremétievo      |

## Flota

### Flota actual
La flota de Cham Wings Airlines incluye las siguientes aeronaves (a agosto de 2024):
| Aeronaves       | En servicio | Pedidos | Pasajeros                                           | Pasajeros                                           | Pasajeros                                           | Matrículas                                          | Antigüedad                                          |
| Aeronaves       | En servicio | Pedidos | C                                                   | Y                                                   | Total                                               | Matrículas                                          | Antigüedad                                          |
| --------------- | ----------- | ------- | --------------------------------------------------- | --------------------------------------------------- | --------------------------------------------------- | --------------------------------------------------- | --------------------------------------------------- |
| Airbus A320-200 | 5           | —       | 12                                                  | 144                                                 | 156                                                 | YK-BAE                                              | 32,7 años                                           |
| Airbus A320-200 | 5           | —       | —                                                   | 174                                                 | 174                                                 | YK-BAB                                              | 32,5 años                                           |
| Airbus A320-200 | 5           | —       | 12                                                  | 144                                                 | 156                                                 | YK-BAG                                              | 30,9 años                                           |
| Airbus A320-200 | 5           | —       | 12                                                  | 144                                                 | 156                                                 | YK-BAA                                              | 19,7 años                                           |
| Airbus A320-200 | 5           | —       | —                                                   | 174                                                 | 174                                                 | YK-BAC                                              | 19,1 años                                           |
| Total           | 5           | —       | Edad media de la flota (diciembre de 2024): 27 años | Edad media de la flota (diciembre de 2024): 27 años | Edad media de la flota (diciembre de 2024): 27 años | Edad media de la flota (diciembre de 2024): 27 años | Edad media de la flota (diciembre de 2024): 27 años |

### Flota histórica
| Aeronaves               | Total | Introducido | Retirado | Matrículas |
| ----------------------- | ----- | ----------- | -------- | ---------- |
| Airbus A321-200         | 1     | 2010        | 2010     | TC-OAE     |
| McDonnell Douglas MD-82 | 1     | 2010        | 2011     | SX-BTL     |
| McDonnell Douglas MD-83 | 1     | 2008        | 2010     | SX-BTF     |